# Četfalva
Četfalva (ukrajinsky: Четфалва, maďarsky: Csetfalva) je vesnice na Ukrajině v Zakarpatské oblasti v okrese Berehovo,  v městské komunitě Berehovo, 20 kilometrů jihovýchodně od města Berehovo, v blízkosti hranic s Maďarskem na pravém břehu řeky Tisy. V roce 2001 zde žilo 755 obyvatel, z toho 97.35% obyvatel bylo maďarské národnosti. 

## Historie
První písemná zmínka o obci pochází z roku 1340, kdy je jmenována jako Villa Chet. V roce 1408 byla vesnice už jmenována názvem Chedfalwa. Prvními známými majiteli byl rod Szécsi. V 15. století byl v obci celní úřad a postaven katolický kostel. Obec byla zničen tatarskými nájezdníky v roce 1566. V roce 1847 byl regulován rok řeky Tisy. Do konce 19. století měla obec 473 obyvatel.  Do uzavření Trianonské smlouvy byla obec součástí Uherska, poté součástí první československé republiky.V letech 1938 až 1944 byla obec (v důsledku první vídeňské arbitráže) součástí Maďarského království. Od roku 1945 byla obec součástí Ukrajinské sovětské socialistické republiky, která byla součástí SSSR. Od roku 1991 je obec součástí nezávislé Ukrajiny. 
Od konce druhé světové války do roku 1995 nesla název Četove.

## Doprava
V blízkosti obce vede dálnice E 58 Užhorod – Rachov a železniční trať Baťovo – Korolevo, stanice nese název Chetovo.

## Památky
- Gotický evangelický kostel z 15. století.
- Dřevěná věž z 18. století[4]
- Katolický kostel postavený v letech 1998–2001.